# Jason Koumas
Jason Koumas (Wrexham, 25 settembre 1979) è un ex calciatore gallese, di origini greco-cipriote.

## Biografia
Nato in Inghilterra, suo padre è gallese di origini greco-cipriote. Suo figlio Lewis (nato nel 2005) è anch'egli un calciatore.

## Caratteristiche tecniche
Era un regista abile nell'assist ai compagni ma anche nell'andare a rete in prima persona.

## Carriera

### Club
È stato ingaggiato dal Wigan Athletic il 10 luglio 2007 per 5,3 milioni di sterline. Spesso non è stato impiegato con regolarità; ciò ne ha limitato la capacità realizzativa.

### Nazionale
Il 6 giugno 2001 ha esordito in nazionale maggiore contro l'Ucraina, nelle qualificazioni al campionato del mondo 2002.
Ha collezionato 34 presenze e 10 reti prima di ritirarsi dal calcio internazionale in data 6 settembre 2009. Ha anche indossato la fascia di capitano: il 1º giugno 2008 contro l'Paesi Bassi.

## Statistiche

### Presenze e reti nei club
| Stagione             | Squadra              | Campionato           | Campionato | Campionato | Coppe nazionali | Coppe nazionali | Coppe nazionali | Coppe continentali | Coppe continentali | Coppe continentali | Altre coppe | Altre coppe | Altre coppe | Totale | Totale |
| Stagione             | Squadra              | Comp                 | Pres       | Reti       | Comp            | Pres            | Reti            | Comp               | Pres               | Reti               | Comp        | Pres        | Reti        | Pres   | Reti   |
| -------------------- | -------------------- | -------------------- | ---------- | ---------- | --------------- | --------------- | --------------- | ------------------ | ------------------ | ------------------ | ----------- | ----------- | ----------- | ------ | ------ |
| 1998-1999            | Tranmere             | FD                   | 23         | 3          | FACup+CdL       | 0+4             | 1               | -                  | -                  | -                  | -           | -           | -           | 27     | 4      |
| 1999-2000            | Tranmere             | FD                   | 23         | 2          | FACup+CdL       | 1+5             | 0               | -                  | -                  | -                  | -           | -           | -           | 29     | 2      |
| 2000-2001            | Tranmere             | FD                   | 39         | 10         | FACup+CdL       | 4+4             | 1+0             | -                  | -                  | -                  | -           | -           | -           | 47     | 11     |
| 2001-2002            | Tranmere             | SD                   | 38         | 8          | FACup+CdL       | 4+1             | 4+1             | -                  | -                  | -                  | -           | -           | -           | 43     | 13     |
| ago. 2002            | Tranmere             | SD                   | 4          | 2          | FACup+CdL       | -               | -               | -                  | -                  | -                  | -           | -           | -           | 4      | 2      |
| 2002-2003            | West Bromwich        | PL                   | 32         | 4          | FACup+CdL       | 2+1             | 0               | -                  | -                  | -                  | -           | -           | -           | 35     | 4      |
| 2003-2004            | West Bromwich        | FD                   | 42         | 10         | FACup+CdL       | 1+3             | 0               | -                  | -                  | -                  | -           | -           | -           | 46     | 10     |
| 2004-2005            | West Bromwich        | PL                   | 10         | 0          | FACup+CdL       | 2+1             | 0               | -                  | -                  | -                  | -           | -           | -           | 13     | 0      |
| 2005-2006            | Cardiff City         | FLC                  | 44         | 12         | FACup+CdL       | 0+3             | 1               | -                  | -                  | -                  | -           | -           | -           | 47     | 13     |
| 2006-2007            | West Bromwich        | FLC                  | 39+3       | 9+0        | FACup+CdL       | 4+1             | 0               | -                  | -                  | -                  | -           | -           | -           | 47     | 9      |
| Totale West Bromwich | Totale West Bromwich | Totale West Bromwich | 123+3      | 23+0       |                 | 15              | 0               |                    | -                  | -                  |             | -           | -           | 141    | 23     |
| 2007-2008            | Wigan                | PL                   | 30         | 1          | FACup+CdL       | 2+1             | 0               | -                  | -                  | -                  | -           | -           | -           | 33     | 1      |
| 2008-2009            | Wigan                | PL                   | 16         | 0          | FACup+CdL       | 0+2             | 0               | -                  | -                  | -                  | -           | -           | -           | 18     | 0      |
| 2009-2010            | Wigan                | PL                   | 8          | 1          | FACup+CdL       | 2+0             | 0               | -                  | -                  | -                  | -           | -           | -           | 10     | 1      |
| Totale Wigan         | Totale Wigan         | Totale Wigan         | 54         | 2          |                 | 7               | 0               |                    | -                  | -                  |             | -           | -           | 61     | 2      |
| 2010-2011            | Cardiff City         | FLC                  | 23+2       | 2+0        | FACup+CdL       | 0+2             | 0               | -                  | -                  | -                  | -           | -           | -           | 27     | 2      |
| Totale Cardiff City  | Totale Cardiff City  | Totale Cardiff City  | 67+2       | 14+0       |                 | 5               | 1               |                    | -                  | -                  |             | -           | -           | 74     | 15     |
| 2013-2014            | Tranmere             | FL1                  | 31         | 4          | FACup+CdL       | 1+2             | 0               | -                  | -                  | -                  | FLT         | -           | -           | 34     | 4      |
| 2014-2015            | Tranmere             | FL2                  | 20         | 0          | FACup+CdL       | 1+1             | 1+0             | -                  | -                  | -                  | FLT         | 1           | 0           | 23     | 1      |
| Totale Tranmere      | Totale Tranmere      | Totale Tranmere      | 178        | 29         |                 | 28              | 8               |                    | -                  | -                  |             | 1           | 0           | 207    | 37     |
| Totale carriera      | Totale carriera      | Totale carriera      | 427        | 68         |                 | 55              | 9               |                    | -                  | -                  |             | 1           | 0           | 483    | 77     |

### Cronologia presenze e reti in Nazionale
| Cronologia completa delle presenze e delle reti in nazionale ― Galles | Cronologia completa delle presenze e delle reti in nazionale ― Galles | Cronologia completa delle presenze e delle reti in nazionale ― Galles | Cronologia completa delle presenze e delle reti in nazionale ― Galles | Cronologia completa delle presenze e delle reti in nazionale ― Galles | Cronologia completa delle presenze e delle reti in nazionale ― Galles | Cronologia completa delle presenze e delle reti in nazionale ― Galles | Cronologia completa delle presenze e delle reti in nazionale ― Galles |
| Data                                                                  | Città                                                                 | In casa                                                               | Risultato                                                             | Ospiti                                                                | Competizione                                                          | Reti                                                                  | Note                                                                  |
| --------------------------------------------------------------------- | --------------------------------------------------------------------- | --------------------------------------------------------------------- | --------------------------------------------------------------------- | --------------------------------------------------------------------- | --------------------------------------------------------------------- | --------------------------------------------------------------------- | --------------------------------------------------------------------- |
| 6-6-2001                                                              | Kiev                                                                  | Ucraina                                                               | 1 – 1                                                                 | Galles                                                                | Qual. Mondiali 2002                                                   | -                                                                     | 72’                                                                   |
| 27-3-2002                                                             | Cardiff                                                               | Galles                                                                | 0 – 0                                                                 | Rep. Ceca                                                             | Amichevole                                                            | -                                                                     |                                                                       |
| 12-2-2003                                                             | Cardiff                                                               | Galles                                                                | 2 – 2                                                                 | Bosnia ed Erzegovina                                                  | Amichevole                                                            | -                                                                     | 73’                                                                   |
| 26-5-2003                                                             | San Jose                                                              | Stati Uniti                                                           | 2 – 0                                                                 | Galles                                                                | Amichevole                                                            | -                                                                     |                                                                       |
| 6-9-2003                                                              | Milano                                                                | Italia                                                                | 4 – 0                                                                 | Galles                                                                | Qual. Euro 2004                                                       | -                                                                     | 71’                                                                   |
| 10-9-2003                                                             | Cardiff                                                               | Galles                                                                | 1 – 1                                                                 | Finlandia                                                             | Qual. Euro 2004                                                       | -                                                                     | 47’, 64’                                                              |
| 15-11-2003                                                            | Mosca                                                                 | Russia                                                                | 0 – 0                                                                 | Galles                                                                | Qual. Euro 2004                                                       | -                                                                     | 64’                                                                   |
| 19-11-2003                                                            | Cardiff                                                               | Galles                                                                | 0 – 1                                                                 | Russia                                                                | Qual. Euro 2004                                                       | -                                                                     | 73’                                                                   |
| 31-3-2004                                                             | Budapest                                                              | Ungheria                                                              | 1 – 2                                                                 | Galles                                                                | Amichevole                                                            | 1                                                                     |                                                                       |
| 18-8-2004                                                             | Riga                                                                  | Lettonia                                                              | 0 – 2                                                                 | Galles                                                                | Amichevole                                                            | -                                                                     | 6’ 88’                                                                |
| 4-9-2004                                                              | Baku                                                                  | Azerbaigian                                                           | 1 – 1                                                                 | Galles                                                                | Qual. Mondiali 2006                                                   | -                                                                     | 88’                                                                   |
| 8-9-2004                                                              | Cardiff                                                               | Galles                                                                | 2 – 2                                                                 | Irlanda del Nord                                                      | Qual. Mondiali 2006                                                   | -                                                                     |                                                                       |
| 9-10-2004                                                             | Manchester                                                            | Inghilterra                                                           | 2 – 0                                                                 | Galles                                                                | Qual. Mondiali 2006                                                   | -                                                                     | 74’                                                                   |
| 13-10-2004                                                            | Cardiff                                                               | Galles                                                                | 2 – 3                                                                 | Polonia                                                               | Qual. Mondiali 2006                                                   | -                                                                     | 84’ 86’                                                               |
| 3-9-2005                                                              | Cardiff                                                               | Galles                                                                | 0 – 1                                                                 | Inghilterra                                                           | Qual. Mondiali 2006                                                   | -                                                                     | 54’                                                                   |
| 7-9-2005                                                              | Varsavia                                                              | Polonia                                                               | 1 – 0                                                                 | Galles                                                                | Qual. Mondiali 2006                                                   | -                                                                     | 69’                                                                   |
| 1-3-2006                                                              | Cardiff                                                               | Galles                                                                | 0 – 0                                                                 | Paraguay                                                              | Amichevole                                                            | -                                                                     | 70’                                                                   |
| 7-10-2006                                                             | Cardiff                                                               | Galles                                                                | 1 – 5                                                                 | Slovacchia                                                            | Qual. Euro 2008                                                       | -                                                                     | 24’                                                                   |
| 11-10-2006                                                            | Cardiff                                                               | Galles                                                                | 3 – 1                                                                 | Cipro                                                                 | Qual. Euro 2008                                                       | 1                                                                     | 45’ 76’                                                               |
| 14-11-2006                                                            | Wrexham                                                               | Galles                                                                | 4 – 0                                                                 | Liechtenstein                                                         | Amichevole                                                            | 2                                                                     | 70’                                                                   |
| 6-2-2007                                                              | Belfast                                                               | Irlanda del Nord                                                      | 0 – 0                                                                 | Galles                                                                | Amichevole                                                            | -                                                                     | 82’                                                                   |
| 28-3-2007                                                             | Cardiff                                                               | Galles                                                                | 3 – 0                                                                 | San Marino                                                            | Qual. Euro 2008                                                       | 1                                                                     | 29’                                                                   |
| 2-6-2007                                                              | Cardiff                                                               | Galles                                                                | 0 – 0                                                                 | Rep. Ceca                                                             | Qual. Euro 2008                                                       | -                                                                     |                                                                       |
| 8-9-2007                                                              | Cardiff                                                               | Galles                                                                | 0 – 2                                                                 | Germania                                                              | Qual. Euro 2008                                                       | -                                                                     | 67’                                                                   |
| 17-11-2007                                                            | Cardiff                                                               | Galles                                                                | 2 – 2                                                                 | Irlanda                                                               | Qual. Euro 2008                                                       | 2                                                                     | 57’                                                                   |
| 6-2-2008                                                              | Wrexham                                                               | Galles                                                                | 3 – 0                                                                 | Norvegia                                                              | Amichevole                                                            | 2                                                                     |                                                                       |
| 26-3-2008                                                             | Lussemburgo                                                           | Lussemburgo                                                           | 0 – 2                                                                 | Galles                                                                | Amichevole                                                            | -                                                                     | 56’                                                                   |
| 28-5-2008                                                             | Reykjavík                                                             | Islanda                                                               | 0 – 1                                                                 | Galles                                                                | Amichevole                                                            | -                                                                     | 88’                                                                   |
| 1-6-2008                                                              | Rotterdam                                                             | Paesi Bassi                                                           | 2 – 0                                                                 | Galles                                                                | Amichevole                                                            | -                                                                     | cap. 73’                                                              |
| 20-8-2008                                                             | Swansea                                                               | Galles                                                                | 1 – 2                                                                 | Georgia                                                               | Amichevole                                                            | 1                                                                     |                                                                       |
| 6-9-2008                                                              | Cardiff                                                               | Galles                                                                | 1 – 0                                                                 | Azerbaigian                                                           | Qual. Mondiali 2010                                                   | -                                                                     | 63’ 89’                                                               |
| 11-10-2008                                                            | Cardiff                                                               | Galles                                                                | 2 – 0                                                                 | Liechtenstein                                                         | Qual. Mondiali 2010                                                   | -                                                                     |                                                                       |
| 15-10-2008                                                            | Mönchengladbach                                                       | Germania                                                              | 1 – 0                                                                 | Galles                                                                | Qual. Mondiali 2010                                                   | -                                                                     |                                                                       |
| 28-3-2009                                                             | Cardiff                                                               | Galles                                                                | 0 – 2                                                                 | Finlandia                                                             | Qual. Mondiali 2010                                                   | -                                                                     |                                                                       |
| Totale                                                                |                                                                       | Presenze                                                              | 34                                                                    |                                                                       | Reti                                                                  | 10                                                                    |                                                                       |

## Palmarès

### Individuale
- EFL Awards: 1

2007
- Squadra dell'anno della PFA: 1

2001-2002 (Division Two)